# Dallas County, Missouri
Dallas County är ett administrativt område i delstaten Missouri, USA. År 2010 hade countyt 16 777 invånare. Den administrativa huvudorten (county seat) är Buffalo.

## Geografi
Enligt United States Census Bureau har countyt en total area på 1 406 km². 1 403 km² av den arean är land och 3 km² är vatten.

### Angränsande countyn
- Camden County - nord
- Laclede County - öst
- Webster County - syd
- Greene County - sydväst
- Polk County - väst
- Hickory County - nordväst

### Orter
- Buffalo (huvudort)
- Louisburg
- Urbana